# Тетрасульфид триолова
Тетрасульфид триолова — бинарное неорганическое соединение
олова и серы
с формулой Sn3S4,
чёрные кристаллы,
не растворяется в воде.

## Получение
- Сплавление стехиометрических количеств чистых веществ:

{\displaystyle {\mathsf {3Sn+4S\ {\xrightarrow {710^{o}C}}\ Sn_{3}S_{4}}}}

## Физические свойства
Тетрасульфид триолова образует чёрные кристаллы
тетрагональной сингонии,

параметры ячейки a = 0,749 нм, c = 0,828 нм
(по другим данным a = 0,7488 нм, c = 3,3130 нм).
Не растворяется в воде.